# Magallanes (tỉnh)
Tỉnh Magallanes (tiếng Tây Ban Nha: Provincia de Magallanes) là một trong bốn tỉnh của vùng Magallanes và Antártica Chilena. Thủ phủ là thành phố Punta Arenas.

## Địa lý
Phần phía đông của tỉnh nằm dọc theo bờ biển phía bắc của eo biển Magellan, trong khi phần phía tây nằm ở hai bên của eo biển kéo dài về phía tây bắc ra phía Thái Bình Dương. Magallanes giáp với tỉnh Última Esperanza ở phía bắc và Tierra del Fuego ở phía nam.
Đây là cửa ngõ chính trên bộ và trên không của vùng cực nam của Chile. Bằng đường bộ có thể đến từ Argentina, qua Río Gallegos bằng ô tô; hoặc bằng máy bay đến Sân bay Quốc tế Carlos Ibáñez Del Campo. Trong tỉnh này có một số địa điểm du lịch như Port Famine, Fuerte Bulnes, hai quần thể chim cánh cụt và công viên biển đầu tiên trong cả nước.

## Nhân khẩu
Theo điều tra dân số năm 2002 của Viện Thống kê Quốc gia, tỉnh có diện tích 36.400,8 km2. Đây là tỉnh lớn thứ chín trong cả nước. Trong năm đó tỉnh có dân số 121.675 người (62.360 nam và 59.315 nữ), với mật độ dân số là 3,3/km2. Trong số này, 116.005 (95,3%) sống ở thành thị và 5.670 (4,7%) sống ở nông thôn. Giữa các cuộc điều tra dân số năm 1992 và 2002, dân số tăng 4,4% (5.164 người).

## Quản lý
Do là một tỉnh, Magallanes là đơn vị hành chính cấp hai của Chile, đứng đầu là một thống đốc do tổng thống bổ nhiệm. Tỉnh bao gồm bốn xã (tiếng Tây Ban Nha: comunas): Punta Arenas, Río Verde, Laguna Blanca và San Gregorio.